# 未来趣味
『未来趣味』（みらいしゅみ）は、日本古典SF研究会の会誌。1988年に創刊号が発行。現在11号までと増刊が発行されている。創刊号には、研究会の名誉会長小松左京が文を寄せた。ジュール・ヴェルヌ特集を行った第５号は、ファンジン大賞の評論部門賞を受賞している。

## バックナンバー
- 「未来趣味」1号 古典SF研究の意義（小松左京）わが心の押川春浪（横田順彌）他 (1988年3月発行)

- 「未来趣味」2号 ずっとSFを夢見ていた（今日泊亜蘭インタビュー）他 (1989年3月発行)

- 「未来趣味」3号 黒岩涙香研究余話（伊藤秀雄インタビュー）、香山滋書誌(竹内博)他 (1990年7月発行)

- 「未来趣味」4号 香山滋書誌(2)他 (1992年8月発行)

- 「未来趣味」5号 ジュール・ヴェルヌ特集号

- 「未来趣味」6号 H・G・ウエルズ特集号　(1998年5月発行)

- 「未来趣味」7号 フランケンシュタイン特集号 <ひゅーまんるねっさんす>の時代(米田泰一インタビュー)他

- 「未来趣味」8号 コナン・ドイル特集号　巻頭エッセイ 翻訳者の精神世界(野村芳夫)他

- 「未来趣味」9号 21世紀躍進号 (2001年12月発行)

- 「未来趣味」10号 創刊15周年特大号　ゲスト 尾之上浩司 (2003年4月発行)
- 「未来趣味」11号（2014年9月発行）
- 「未来趣味」増刊　横田順彌追悼号（2019年10月発行）